# Lotta Love
"Lotta Love" é uma canção escrita e gravada por Neil Young e lançada em seu álbum de 1978, Comes a Time. "Lotta Love" também foi gravada por Nicolette Larson em 1978. A versão de Larson alcançou a 8ª posição na parada Billboard Hot 100 e a 8ª posição na Cash Box Top 100 em fevereiro de 1979. Ela também alcançou o primeiro lugar no ranking da Easy Listening  e foi um sucesso na Austrália (nº 11) e na Nova Zelândia (nº 22). 

## Origens

### Reivindicações de Linda Ronstadt
Linda Ronstadt era backing vocal de Young com Larson, e afirmou que foi ela quem sugeriu que Larson gravasse "Lotta Love" e que o produtor de Larson agradecesse Ronstadt por ter um sistema de som top de linha instalado em seu Mercedes conversível.

### Reivindicações de Nicolette Larson
No entanto, a lembrança de Larson foi que a sugestão de que ela gravou "Lotta Love" se originou com Neil Young, com quem ela formou um relacionamento pessoal enquanto o apoiava vocalmente no American Stars 'n Bars. Os editores da Neil Young News citaram Larson dizendo: 
Tirei essa música de uma fita que encontrei no chão do carro de Neil. Coloquei-a no toca-fitas e comentei sobre a música ótima. Neil disse: 'Você quer? É sua.'

## Versões
Neil Young gravou "Lotta Love" para seu álbum Comes a Time, com o apoio de Crazy Horse. Larson forneceu os vocais de fundo para o álbum, mas não cantou na faixa "Lotta Love", uma versão esparsa que enfatizava o tom melancólico da música. 
A versão de Larson de "Lotta Love" - que contou com um arranjo de cordas de Jimmie Haskell (cujos créditos incluem trabalho com Bobbie Gentry), além de um riff clássico de soft rock  e um solo de flauta - apresentou a música como otimista. Larson lembraria: "Era uma música muito positiva e as pessoas não querem ouvir o quão ruim o mundo é o tempo todo. Tinha um bom ritmo sonoro e groove".

## Lançamentos
"Lotta Love" serviu como single principal do álbum Nicolette, produzido por Larson Ted Templeman. Devido a um atraso no lançamento, Comes a Time foi lançado no mesmo dia - em outubro de 1978 - como Nicolette. O lançamento de um single do álbum Nicolette foi adiado até 31 de outubro, quando ficou claro que a versão de Young não teria um single como lado A (embora "Lotta Love" de Young tenha sido lançado como o lado B de um álbum não gráfico "Comes a Time").   

## Presença em Marrom Glacé Internacional (1979)
"Lotta Love" foi incluída na trilha sonora internacional da novela "Marron Glacé", exibida pela TV Globo entre 1979/1980.

## Versões posteriores
Em fevereiro de 1998, amigos e parceiros de Nicolette Larson, que faleceu em 16 de dezembro de 1997, fizeram uma homenagem no Auditório Cívico de Santa Monica, que levantou mais de US $ 165.000 para o Hospital Infantil da UCLA. O noivado de duas noites foi anunciado como "The Lotta Love Concert" e estreou com uma apresentação em conjunto de "Lotta Love" de Rosemary Butler, Valerie Carter, Carerie King e Bonnie Raitt. Em dezembro de 2007, um concerto memorial "Lotta Love" foi realizado para marcar o 10º aniversário da morte de Larson e, em dezembro de 2008, o Talking Stick em Venice, Califórnia  sediou um concerto memorial "Lotta Love", que apresentou uma performance de "Lotta Love", de Rosemary Butler e Andrew Gold. 
Dinosaur Jr. gravou a música no álbum The Bridge: A Tribute to Neil Young, lançado em 1989. 
O Red Hot Chili Peppers executou a música durante os concertos Bridge School Benefit (organizados por Neil Young) em outubro de 2004. 
Em 2008, She & Him lançaram um cover de "Lotta Love" no lado B do single "Why Do You Let Me Stay Here?".